# Aeroportul Internațional Changchun Longjia
Aeroportul Internațional Changchun Longjia (IATA: CGQ, ICAO: ZYCC) este un aeroport din Changchun, Jilin, Republica Populară Chineză ce deservește zona Changchun. Aeroportul a fost tranzitat în 2022 de 7.213.077 de pasageri. A fost deschis în 2005 și numit după zona deservită.
Situat la o altitudine de 215 m, aeroportul dispune de o singură pistă.